# بايشان
بايشان (بالصينية: 白山市 )‏ هي مدينة على مستوى محافظة، في جمهورية الصين الشعبية، تتبع جيلين، تبلغ مساحتها 17,485 كيلومتر مربع، رمزها البريدي هو 134000.

## التقسيمات الإدارية
- Jiangyuan, Baishan [الإنجليزية]‏
- Fusong County [الإنجليزية]‏
- Jingyu County [الإنجليزية]‏
- Changbai Korean Autonomous County [الإنجليزية]‏
- لينجيانغ  [لغات أخرى]‏.